# Jeans (film, 1997)
Pour les articles homonymes, voir Jeans (homonymie).
Pour plus de détails, voir Fiche technique et Distribution.
Jeans est un film indien réalisé par S. Shankar, sorti en Inde en 24 avril 1998.

## Synopsis
Visu et Ramu sont des jumeaux indiens vivant aux États-Unis avec leur père, Nachiappan. Lorsque la jeune Madhumita et son frère viennent aux États-Unis avec leur grand-mère Krishnaveiny,  ayant une tumeur, pour un traitement médical, Ramu et Vishu rencontrent cette famille indienne à l'aéroport. Vishu tombe amoureux de Madhumita, et elle aussi commence à tomber amoureuse de lui.
Mais Nachiappan est séparé de son frère jumeau, Pachiappan Rajamani. Il veut marier ses jumeaux à des sœurs jumelles, ainsi Madhumita prétend avoir un double afin de se marier avec Vishu. Comme  la grand-mère de  Madhumita met en place une comédie en créant Vaishnavi, tout se passe bien, jusqu'à ce que Ramu tombe amoureux de Vaishnavi. Avant de se marier Madhumita doit dire la vérité. Mais comment réagiront Nachiappan, Ramu et Visu ?...

## Fiche technique
- Titre : Jeans
- Réalisation : S. Shankar
- Production : Ashok Amritraj
Sunanda Murali Manohar
- Dialogues : S. Shankar
- Parole : Vairamuthu
- Musique : A.R. Rahman
- Pays :  Inde
- Langues : Tamil
- Année : 1998

## Distribution
- Prashanth : Viswanathan et Ramamoorthy
- Aishwarya Rai Bachchan : Madhumitha et Vaishnavi
- Nassar (en) : Nachiappan et Pachiappan Rajamani
- Raju Sundaram : Madhesh
- Lakshmi : Krishnaveiny
- Senthil : Gino
- Raadhika : Sundaramba

## Musique
Le film comporte six chansons composées par A.R. Rahman et écrites par Vairamuthu : 
1. Ennake Ennaka - Unnikrishnan, Pallavi
2. Columbus Columbus - A. R. Rahman
3. Poovukul - Unnikrishnan, Sujatha
4. Kannodu Kaanberallam - Nithyashree
5. Varaya Thozhi - Sonu Nigam, Shahul Hameed, Harini, Sangeetha
6. Anbe Anbe - Hariharan, Anuradha Sriram

## Récompenses
- Filmfare South Awards : Meilleure actrice  pour Aishwarya Rai
- (fr) [pas clair]